# 1973-as Formula–1 brit nagydíj
Az 1973-as Formula–1 világbajnokság kilencedik futama a brit nagydíj volt.

## Futam
| Helyezés | #  | Versenyző            | Csapat/Motor      | Futott körök | Idő/Kiesés oka    | Rajthely | Pontszám |
| -------- | -- | -------------------- | ----------------- | ------------ | ----------------- | -------- | -------- |
| 1        | 8  | Peter Revson         | McLaren-Ford      | 67           | 1:29:18,5         | 3        | 9        |
| 2        | 2  | Ronnie Peterson      | Lotus-Ford        | 67           | 2,8               | 1        | 6        |
| 3        | 7  | Denny Hulme          | McLaren-Ford      | 67           | 3                 | 2        | 4        |
| 4        | 27 | James Hunt           | March-Ford        | 67           | 3,4               | 11       | 3        |
| 5        | 6  | François Cevert      | Tyrrell-Ford      | 67           | 36,6              | 7        | 2        |
| 6        | 10 | Carlos Reutemann     | Brabham-Ford      | 67           | 44,7              | 8        | 1        |
| 7        | 19 | Clay Regazzoni       | BRM               | 67           | + 1:11,7          | 10       |          |
| 8        | 3  | Jacky Ickx           | Ferrari           | 67           | + 1:17,4          | 19       |          |
| 9        | 25 | Howden Ganley        | Iso Marlboro-Ford | 66           | + 1 kör           | 18       |          |
| 10       | 5  | Jackie Stewart       | Tyrrell-Ford      | 66           | + 1 kör           | 4        |          |
| 11       | 15 | Mike Beuttler        | March-Ford        | 65           | + 2 kör           | 24       |          |
| 12       | 21 | Niki Lauda           | BRM               | 63           | + 4 kör           | 9        |          |
| 13       | 28 | Rikky von Opel       | Ensign-Ford       | 61           | + 6 kör           | 21       |          |
| Kiesett  | 11 | Wilson Fittipaldi    | Brabham-Ford      | 44           | Olaj szivárgás    | 13       |          |
| Kiesett  | 1  | Emerson Fittipaldi   | Lotus-Ford        | 36           | Erőátvitel        | 5        |          |
| Kiesett  | 29 | John Watson          | Brabham-Ford      | 36           | Üzemanyagrendszer | 23       |          |
| Kiesett  | 12 | Graham Hill          | Shadow-Ford       | 24           | Alváz             | 27       |          |
| Kiesett  | 22 | Chris Amon           | Tecno             | 6            | Üzemanyagrendszer | 29       |          |
| Kiesett  | 30 | Jody Scheckter       | McLaren-Ford      | 0            | Ütközés           | 6        |          |
| Kiesett  | 23 | Mike Hailwood        | Surtees-Ford      | 0            | Ütközés           | 12       |          |
| Kiesett  | 31 | Jochen Mass          | Surtees-Ford      | 0            | Ütközés           | 14       |          |
| Kiesett  | 24 | Carlos Pace          | Surtees-Ford      | 0            | Ütközés           | 15       |          |
| Kiesett  | 20 | Jean-Pierre Beltoise | BRM               | 0            | Ütközés           | 17       |          |
| Kiesett  | 9  | Andrea de Adamich    | Brabham-Ford      | 0            | Ütközés           | 20       |          |
| Kiesett  | 14 | Roger Williamson     | March-Ford        | 0            | Ütközés           | 22       |          |
| Kiesett  | 16 | George Follmer       | Shadow-Ford       | 0            | Ütközés           | 25       |          |
| Kiesett  | 17 | Jackie Oliver        | Shadow-Ford       | 0            | Ütközés           | 26       |          |
| Kiesett  | 26 | Graham McRae         | Iso Marlboro-Ford | 0            | Karburátor        | 28       |          |
| Kiesett  | 18 | David Purley         | March-Ford        | 0            | Kicsúszás         | 16       |          |

## Statisztikák
Vezető helyen:
- Ronnie Peterson: 38 (1-38)
- Peter Revson: 29 (39-67)

Peter Revson 1. győzelme, Ronnie Peterson 5. pole-pozíciója, James Hunt 1. leggyorsabb köre.
- McLaren 7. győzelme.

John Watson első, Andrea de Adamich utolsó versenye.